# Головащенко Сергій Іванович
Головащенко Сергій Іванович — український релігієзнавець, доктор філософських наук, доцент, біблієзнавець.

## Біографічні відомості
У 1988 з відзнакою закінчив філософський факультет КДУ імені Т. Г. Шевченка. У 1991 в Інституті філософії АН України захистив дисертацію на здобуття наукового ступеня кандидата філософських наук на тему «Особенности эволюции Русской православной церкви как общественного института». У 2015 в Національному педагогічному університеті імені М. П. Драгоманова — докторську дисертацію на тему «Біблієзнавство в Київській духовній академії (XIX — поч. XX ст.: становлення і розвиток)».
Займається науковою та викладацькою діяльністю в НаУКМА, будучи в складі викладачів кафедри філософії та релігієзнавства.

## Творчий доробок
Деякі праці:
Особливості становлення християнської церкви як суспільного інституту //Проблеми філософії. Міжвуз. наук. зб. Вип. 91. — К., 1992.
Соціальні та культурні аспекти дослідження історії православної церкви на Україні XVII ст. // Релігійна традиція в духовному відродженні України. Тези всеукр. наук. конф. — Полтава, травень 1992.
Історія християнства. Курс лекцій. К., Либідь, 1999. — 352 с.
Біблієзнавство. Вступний курс. — К., Либідь, 2001. — 496 с.
Святе Письмо в Україні (поширення та інтерпретація): києво-могилянська традиція в європейському контексті //Релігійно-філософська думка в Києво-Могилянській Академії: європейський контекст. — Київ, «КМ Академія», 2002. — С. 213—250.
Філософські та богословські засади західноєвропейської біблеїстики: досвід критики та рецепції в КДА (друга половина XIX — початок XX ст.) // «Історико-філософські студії». — К.,"КМ Академія", 2008. — C. 188—213.
З історії біблійної текстуальної критики в Київській Духовній Академії: Я. О. Олесницький //«Магістеріум» — К., «КМ Академія», 2008. — C. 65–70.
Дослідження та викладання Біблії в Київській духовній академії XIX — початку XX ст.: Монографія. — К.: Видавничий відділ Української Православної Церкви, 2012. — 356 с., іл.